# Пеллегрини, Джованни Антонио
Джова́нни Анто́нио Пеллегри́ни (итал. Giovanni Antonio Pellegrini; 29 апреля 1675, Венеция, Венецианская республика — 2 ноября 1741, там же) — итальянский живописец, один из крупнейших мастеров венецианского рококо первой половины XVIII века. Помимо работы в Венеции, выполнял декоративные росписи, картины в историческом и портретном жанрах в Англии, Германии, Фландрии, Голландии, Франции, Австрии. Коллекционер живописи и педагог. Одним из его учеников был Антонио Визентини.

## Биография
Пеллегрини родился в Венеции. Его отец, которого также звали Антонио, был сапожником из Падуи. Пеллегрини был учеником миланского художника Паоло Пагани. В 1690 году он со своим учителем совершил путешествие в Моравию и Вену. Вернулся в Венецию в 1696 году. Первые из сохранившихся работ художника написаны после 1796 года. С 1699 по 1701 год художник проживал в Риме. С 1704 года он был женат на Анжеле Каррьера, сестре талантливой художницы Розальбы Каррьера.
В 1709 году Пеллегрини украсил росписями купол в церкви Сан-Рокко в Венеции. «Одаренный типичным космополитизмом венецианца восемнадцатого века, он провел свою очень активную жизнь, как и большинство его крупных соотечественников-художников, переходя из одной страны в другую в Европе, и всюду он оставил следы своего искусства, которые, конечно, не были лишены влияние на более поздний путь живописи мест, которые он посетил, особенно Англии» Giuseppe Fiocco — Enciclopedia Italiana (1935) https://www.treccani.it/enciclopedia/giovanni-antonio-pellegrini_(Enciclopedia-Italiana)/
Пеллегрини неутомимо путешествовал по всей Европе, выполняя многие художественные заказы, что придало его творчеству европейскую известность. В 1708 году Пеллегрини, по приглашению герцога Манчестера, прибыл в Англию, где проработал до 1713 года. Он написал фрески в нескольких английских загородных домах, в том числе в замке Кимболтон графа Манчестера, в замке Говард (где его работы были в основном разрушены в 1940 году), и в Нарфорд-холле, Норфолк, для сэра Эндрю Фонтейна. Историк искусства Майкл Леви, описывая картины Пеллегрини на лестнице в Кимболтоне, отмечал: несмотря на то, что они написаны маслом прямо на стене, «они обладают всей спонтанностью и лёгкостью фрески». В Лондоне он работал над фресками Норфолк-хауза, которые получили положительный отзыв от мемуариста Джорджа Вертью. В 1711 году Пеллегрини стал директором Академии сэра Годфри Кнеллера в Лондоне. Он представил конкурсный проект для росписи купола нового Собора Святого Павла, и, как говорят, был любимым художником его архитектора, Кристофера Рена. Тем не менее, Пеллегрини проиграл конкурс сэру Джеймсу Торнхиллу.
Уехав из Англии, Пеллегрини затем путешествовал по Германии и Голландии, собирая картины местных мастеров, и выполняя заказы во многих европейских городах. В конце июля 1713 года художник был в Дюссельдорфе, где написал серию аллегорических картин из жизни курфюрста Иоганна Вильгельма; в 1716 году ему был заказан запрестольный образ для церкви Святого Климента в Ганновере; с 1716 до конца 1717 года он работал в Антверпене. В Гааге Джованни Пеллегрини украсил «Золотую комнату» во дворце Маурицхёйс (1718). Выполнил ряд заказов в Праге, Дрездене, Вене и во многих других городах.
В 1719 году Пеллегрини вернулся в Англию, но во время своего второго визита был менее успешен, главным образом из-за конкуренции со стороны других венецианских художников, в том числе Себастьяно Риччи. Около 1720 года по заказу Джона Ло расписал потолок помещения банка в Париже (работа не сохранилась). В середине 1730-х годов Пеллегрини написал плафон дворца курфюрста в Мангейме. После этого художник вернулся на родину, но в 1720 году снова уехал в Париж; в 1721 году опять был в Венеции, затем, в 1722 году, снова в Париже. В 1724 году он находился в Вюрцбурге, откуда собирался отправиться в Прагу; в 1725 году работал в Дрездене; в ноябре того же года уехал в Вену; наконец, между 1730 и 1737 годами он делил своё трудолюбие между Падуей, Вероной и Вюрцбургом. Заканчивал работу и жизнь в родной Венеции, в приходе Сан-Витале. Скончался в Венеции в 1741 году.
Множество произведений этого неутомимого живописца, благодаря быстрой и лёгкой кисти повсюду оставившего свои образцы местным художникам, находятся за границей Италии: основные в Антверпене (Brouwer-Huis), в Бенсберге (Castello), в замке Говард (Castle Howard), в Вене (церковь Сан-Карло Борромео).

## Творчество
Индивидуальный стиль Джованни Антонио Пеллегрини объединил эстетику позднего итальянского Возрождения в лице Паоло Веронезе с барочной эстетикой Пьетро да Кортона и Луки Джордано. На творчество Пеллегрини оказали влияние Себастьяно Риччи и Пьетро Либери. «Сверкающая живопись, растворяющаяся в тонах, лёгкая, живая, почти искрящаяся, часто достигает замечательных качеств хроматической утончённости и, благодаря быстрому и краткому штриху, безусловно, оказала влияние не только на Розальбу Карьеру (невестку Пеллегрини), но и на английский, австрийский и французский восемнадцатый век».

## Художественная коллекция Джованни Антонио Пеллегрини
В результате многих путешествий, Пеллегрини удалось собрать большую коллекцию произведений живописи. В его собрании имелись картины Питера Пауля Рубенса и Франса Поста, картина Яна Вермеера Делфтского «Урок музыки», которую он позднее продал английскому консулу в Венеции и знаменитому меценату Джозефу Смиту, чья коллекция, в свою очередь, вместе с собранием Пеллегрини, была приобретена английским королём Георгом III и до настоящего времени находится в собственности британской короны.

## Галерея
- Александр Великий у тела погибшего Дария. 1708. Холст, масло. Музей Кунстпаласт, Дюссельдорф
- Семья Дария перед Александром. 1700-1705. Холст, масло. Художественный музей, Суассон
- Цезарь перед Александрией. 1720–1730. Холст, масло. Музей и галерея, Бирмингем
- Святая Екатерина Александрийская. Холст, масло. Национальный музей западного искусства (Токио)
- Вирсавия. 1730-е гг. Холст, масло. Национальный музей искусств Румынии, Бухарест
- Благородство Сципиона. Ок. 1710 г. Холст, масло. Художественный музей Кливленда, Огайо
- Падение Фаэтона. Роспись купола в Замке Говард. 1712 (воссоздание 1962 г.)